# Elaeocarpus kajewskii
Elaeocarpus kajewskii är en tvåhjärtbladig växtart som beskrevs av André Guillaumin. Elaeocarpus kajewskii ingår i släktet Elaeocarpus och familjen Elaeocarpaceae. Inga underarter finns listade i Catalogue of Life.